# Bitva o Monte la Difensa
Bitva o Monte la Difensa byla vojenskou operací na Bernhardtově linii italského tažení druhé světové války. Kopec 960 je součástí horského masivu Mignano, klíčového pro postup do údolí řeky Liri a dále na Řím. Do bojů zde byla nasazena kanadsko-americká 1. jednotka speciální služby, vycvičená na zimní boj v horách jako součást americké 36. pěší divize. Zbytek této divize útočil na pravém křídle na Monte Maggiore a britská 56. pěší divize na Monte Camino, na levém křídle útočila britská 46. pěší divize. Po pěti dnech těžkých bojů byl masiv Monte Camino vyčištěn. Ztráty spojenců byly vysoké. Po přestávce, kdy se americké síly přeskupily, byla ofenzíva obnovena, postup do 16 km vzdáleného Monte Cassina však trval do půlky května. Zde byli Spojenci definitivně zastaveni až do května 1944.